# Marie (chanteuse)
Ne doit pas être confondu avec Maria (chanteuse).
Pour les articles homonymes, voir Marie et Dufour.
Marie, de son vrai nom Marie-France Dufour, est une chanteuse française, née le 8 août 1949 à Nancy et morte le 18 octobre 1990 à Colombes d'une leucémie foudroyante.

## Biographie
Marie France Pierrette Dufour épouse Lionel Gaillardin (né le 20 juillet 1947), guitariste de Nino Ferrer, qui devient membre du groupe Il était une fois. Elle contribue au lancement de ce groupe au début des années 1970.
En 1971 elle connait son premier succès avec la chanson Soleil (Pathé Marconi), avec laquelle elle remporte la Rose d'Or d'Antibes. La même année, avec Il ne faut jamais sourire d'un enfant de la parolière Laurence Matalon, elle participe au festival de la chanson de Spa et reçoit le Grand Prix d'interprétation.
En 1973, elle représente Monaco au Concours Eurovision de la chanson avec la chanson Un train qui part. Elle s'y classe 9e sur 17.
En 1980, elle prend le rôle d'Éponine dans la première version de la comédie musicale Les Misérables d'Alain Boublil, Jean-Marc Natel et Claude-Michel Schönberg mise en scène par Robert Hossein au Palais des sports de Paris.
Elle sort son dernier disque, Bulles de chagrin, en 1988, sous le nom de Marie Marie.
Marie meurt le 18 octobre 1990 à son domicile (Colombes) à l'âge de 41 ans d'une leucémie foudroyante et est incinérée au cimetière de Villetaneuse.

## Discographie
45 tours :
- 2C 006-11018 "Dieu laisse-moi t'embrasser" & "Coucher d'amour"
- 2C 006-11215  "Soleil" & "Il ne faut jamais sourire d'un enfant"
- 2C 006-11476  "Souviens-toi de moi" & "Souris moi, embrasse moi"
- xC 006-11786  "Souviens-toi de moi" & "Kaléidoscope" (Pressage Turque réf : TSS 4130)
- 2C 006-11833  "Il faut toujours croire à la chance" & "Ma vie commence aujourd'hui"
- 2C 006-11847  "Dans le ciel" & "Je suis seule"
- 2C 006-12252  "Suis cet enfant" & "Le vieil homme"
- 2C 006-12343  "Vivre, laissez vivre" & "La vie est à nous"
- 1C 006-12358  "Compris chéri" & "Glaub'an das glück" (2 titres en allemand dont la reprise de "Il faut toujours croire à la chance" en face B)
- 2C 006-12421  "Un train qui part" & "Le géant"
- 2C 008-12701  "Rik-Rak" & "Matin d'été" (Le titre Rik-Rak a été repris par le groupe The Humblebums dont faisait partie entre autres Gerry Rafferty)
- 2C 004-13018  "L'otage" & "Moi-ma maman"
- 811.018  "Si l'on s'aimait comme ils s'aiment dans les journaux" & "Dors"
- 80.017  "S.O.S." & "C'est loin la France"[1]
- CT 46.223  "Vivre" & "Et toutes ces choses"
- 410 432-PM 102  "Bulles de chagrin" & "Beside the A side"

Marie a également enregistré un 33 tours sorti en 1971.